# 狄克石
，是一種頁矽酸鹽黏土礦物，其名稱來自首次發現該礦物的蘇格蘭化學家艾倫·布魯格·狄克（Allan Brugh Dick，1833–1926）。狄克石的化學式為Al
2Si
2O
5(OH)
4，與高嶺石、珍珠石、禾樂石具有一樣的化學組成，但因為晶體結構不同因此為同質異形體，因此要鑑定狄克石需要透過X射线衍射仪（XRD）來分析。狄克石有時候含有一些雜質，如：鈦、鐵、鎂、鈣、鈉及鉀。

## 性質
狄克石通常為白色或是褐土色的外觀，常嵌入在石英等許多其他礦物中。晶型通常呈假六邊形，不過都很細小，大多數以微晶質塊狀的形式出現。
狄克石跟高嶺石及其他高嶺石亞族礦物的晶體結構非常相似，由於其特殊的原子排列與其他礦物略有一點不同，因此仍可以透過一些物理性質或外觀來區別狄克石和其他高嶺石亞族的礦物族成員如高嶺石和珍珠石。不過根據礦物學家克拉倫斯·S·羅斯與保羅·F·克爾對高嶺石亞族的礦物之間進行比較的實驗來看，這一些礦物有許多明顯相似之處，因此某一些標本無法透過其光學性質來做區分。

## 形成和產地
狄克石與其他高嶺石亞族的礦物常由長石和白雲母經過風化作用形成的。另外鋁矽酸鹽礦物經過經過熱液蝕變也常產生狄克石，同時狄克石也是沉積岩中的自生礦物。
狄克石首次發現於英國威爾斯安格爾西島的Almwch，後來在威爾斯各地皆有發現紀錄，產於礦脈中做為一種造岩礦物。該地區與其他發現狄克石的地區都具有相似的特徵。葉狀海藻石灰岩、生物砂屑石灰岩和砂岩孔隙中的是適合狄克石形成的環境，同時極低壓高溫也是地開石形成的理想環境。完好結晶型態的狄克石會以白色粉末的形式出現在多孔葉狀海藻石灰岩中，而在孔隙少的岩石中則可以發現無序的狄克石。
另外一個產地牙買加聖瑪麗區Job’s Hill的狄克石礦帶。此區域可以發現堅硬的角礫岩含有多數由狄克石構成的乳白色至粉色及紫色碎塊和嵌有附屬礦物（銳鈦礦）的綠色狄克石基質。其他披覆於零碎狹窄的礦脈的狄克石則呈現半透明白色、乳白色。該地區狄克石的形成跟未知的熱液上升或者火成岩體的噴發物有關。
其他具有相似地質特性的地點也能夠找到狄克石，已知中國、牙買加、法國、德國、英國、美國、義大利、比利時及加拿大都有發現狄克石的紀錄。